# Ansó
Ansó es un municipio y localidad española de la provincia de Huesca, en la comunidad autónoma de Aragón. Perteneciente a la comarca de la Jacetania, cuenta con una población de 413 habitantes (INE 2024). 
Ansó es un municipio perteneciente a la asociación Los Pueblos Más Bonitos de España desde el año 2015, obteniendo su acreditación oficial como uno de los pueblos más bellos del país. 

## Geografía
Se sitúa en el curso medio del valle del río Veral, en el Pirineo occidental aragonés, conformado por el río Veral. Su término municipal se extiende hacia el Este, más allá del valle que recorre el río Veral. Históricamente está mancomunado con la localidad de Fago que posee, a su vez, Ayuntamiento propio, aunque sin delimitación de territorio, caso poco repetido en el resto de España. Está suscrito al partido judicial de Jaca.
Ansó ocupa el extremo noroccidental de Aragón, limita al norte con Francia, al este con el Valle de Hecho, al sur con la Canal de Berdún, y al oeste con la Canal de Berdún y Navarra. Hay que destacar que su término se extiende por una larga franja de terreno fronteriza con Francia, en el valle del barranco de Acherito y el nacimiento del río Aragón Subordán, y dicha franja linda hacia el sur también con Aragüés del Puerto y Aísa.
En su término municipal, aguas arriba del Veral, se encuentra el enclave de Zuriza, donde encontramos un camping que ocupa el imponente edificio levantado en el siglo XIX, albergue del contingente de Carabineros, cuerpo fiscal militarizado, hasta que fuera disuelto en los años 1940.
Parte de su término municipal está ocupado por el Parque natural de los Valles Occidentales y el Paisaje protegido de las Fozes de Fago y Biniés.

## Geología
Hace 300 millones de años en el paleozoico la zona de Ansó era un gran mar en cuyo fondo se iban acumulando sedimentos.
Al final del paleozoico las rocas fueron sometidas a intensos esfuerzos que elevaron los estratos formando relieves montañosos.
Durante el Mesozoico (hace 200 millones de años) tiene lugar una fuerte erosión del relieve y nuevamente se produce la sedimentación de los fragmentos de rocas arrancados y arrastrados por los ríos.
El relieve se hace cada vez más suave, desapareciendo y hundiéndose paulatinamente. El mar invadió prácticamente todo el continente.
Tras el Mesozoico, hace 70 millones de años, y durante el Terciario, comienza a elevarse el terreno, lo que provoca la retirada de las aguas o “Regresión”.
Cuando acaba el Terciario hay una nueva etapa de plegamiento (Orogenia Alpina). Aparecen grandes pliegues que llegan a romperse y montarse unos encima de otros y montañas muy elevadas que inmediatamente fueron sometidas a erosión. Esta estructura es la característica del Pirineo actual.
Ya en el Cuaternario (“sólo” hace un millón de años) las condiciones climáticas fueron extremadamente frías provocando la instalación de los glaciares. Estos glaciares tenían en su cabecera un circo o área de acumulación de nieve. El hielo descendía en forma de lengua que modelaban las laderas y labraban los valles, modelando un relieve característico de circos, picos, agujas, paredes verticales y valles encajados de fondos planos.
Con la aparición de un clima más cálido los glaciares fueron desapareciendo apareciendo en su curso ríos que aún hoy continúan retocando la morfología de los valles pirenaicos.

## Historia

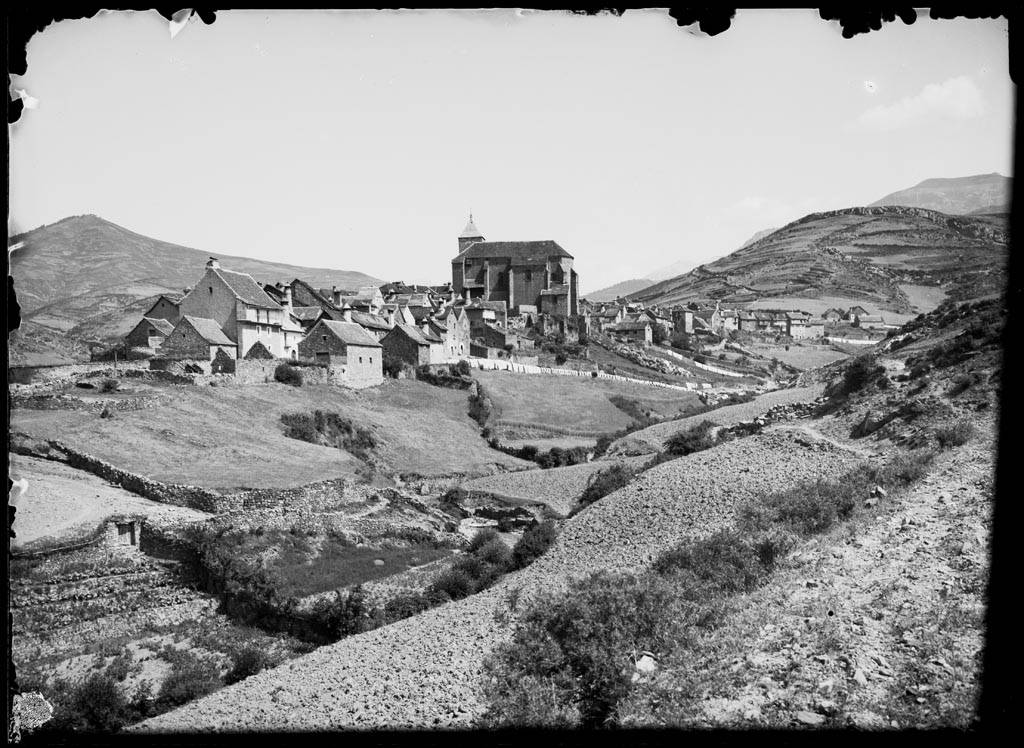
Vista de la localidad

En el año 1272, el rey Jaime I de Aragón, el Conquistador, concedió a Ansó diversos privilegios, que explican la causa de la larga línea fronteriza que Ansó tiene con Francia, adjudicándole el papel de guardián de una de las rutas de acceso al valle del río Aragón, entre los que destaca el libre acceso a los pastos de la zona fronteriza.
El 6 de octubre de 1375, los ansotanos dictaron sentencia, como árbitros, en un juicio por los límites y derechos de pasto entre la población bearnesa de Baretous, en el valle de Aspe, y la navarra de Roncal. El resultado, plasmado en el Tributo de las tres vacas, establece los derechos de facerías y fija el llamado Tributo de las Tres Vacas anuales que se comprometían a pagar (y lo siguen haciendo hoy en día) los ganaderos bearneses.

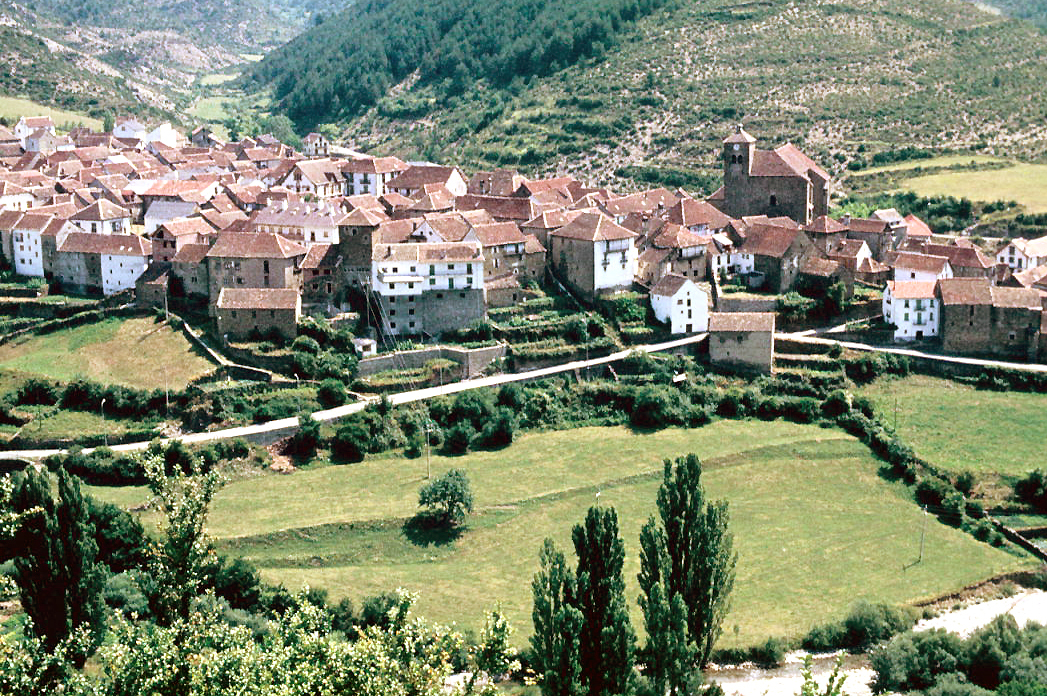
Ansó en 1982

En el año 2015, Ansó pasó a formar parte de la Ruta "Los pueblos más bonitos de España".

## Lengua aragonesa

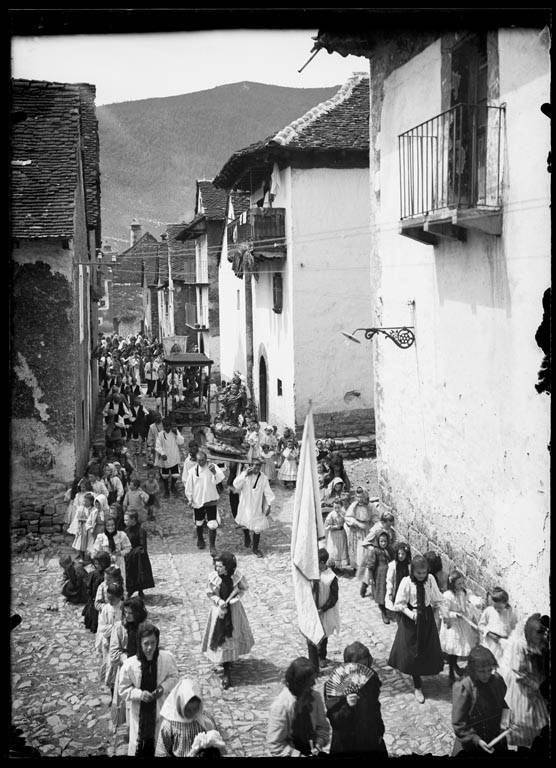
Procesión por las calles de Ansó

En la localidad, además del español, se habla el ansotano, una variante de la lengua aragonesa utilizada en el Pirineo occidental. Aunque tiene menor vitalidad y presencia social que el aragonés cheso, todavía se puede escuchar sobre todo de boca de los mayores. También se debe resaltar el gran trabajo que se ha realizado en los últimos años por su conservación, destacando la labor de Elena Gusano, Josefina Mendiara o Miguel Ángel Barcos, entre otras muchas personas. 
En la actualidad se utiliza parcialmente en la escuela de Ansó para que los escolares lo mantengan.

## Demografía
Ansó cuenta con una población de 413 habitantes (INE 2024).
| Gráfica de evolución demográfica de Ansó entre 1842 y 2021                                                          |
| |
| Población de derecho según los censos de población del INE Población de hecho según los censos de población del INE |

## Economía
La principal actividad de Ansó ha sido desde siempre la ganadería, especialmente centrada en la cabaña bovina, de ahí la gran tradición ganadera trashumante de las gentes de este valle, práctica que, a comienzos del siglo XXI ha dejado de producirse.
Igualmente han existido actividades agrícolas, aunque buena parte del término municipal se sitúa por encima de la altitud de 1.000 m, que en el Pirineo equivale aproximadamente al límite por encima del cual la agricultura no es viable económicamente hablando.
Habida cuenta de los frondosos bosques de su término, la industria maderera ha gozado de gran importancia, como atestigua la existencia, a la entrada de Ansó, de la serrería Industrias Forestales de Ansó, S.A., que era de titularidad municipal.
Sin embargo, la principal fuente de trabajo de los ansotanos cerró sus puertas, fundamentalmente por falta de rentabilidad, y también porque el Plan de Ordenación de los Recursos Naturales (PORN) acotaba cada vez más la explotación de los recursos naturales. Tras el cierre, y para evitar la emigración forzosa de los 15 empleados que aún mantenía la industria maderera, se creó un taller de empleo para limpiezas forestales. Actualmente la actividad económica se reorienta hacia el turismo y las bordas, donde antes se guardaba el ganado y la leña, son reconvertidas en restaurantes y casas de turismo rural.
Como sucede en Fago y en otros lugares próximos, existía una corriente de emigración temporal femenina a Mauleón, en Francia, conocida como "emigración golondrina". Allí trabajaban en las fábricas de alpargatas, o a servir en las casas de esta región fronteriza, mientras que los varones de la familia se dedicaban al cuidado del ganado. Una jota refleja esta dura realidad de épocas pretéritas:
"As mozas se'n ban ta Franzia, os mozos ent'a Ribera, adiós Paco d'Ezpelá, polidas eslinaderas."
En los últimos tiempos, como sucede en otros puntos del Pirineo, Ansó viene recibiendo un importante flujo de visitantes, lo que ha generado una creciente actividad encarada al turismo. No obstante, se ha sabido evitar, hasta ahora, la masificación turística, como es notorio. La reciente declaración de Bien de Interés Cultural otorgada a la Villa de Ansó contribuirá a preservar los valores arquitectónicos, paisajísticos y ambientales que encierra todo su conjunto.
Como atracción deportiva sostenible, en el extremo NO de su término se encuentran las pistas de esquí de fondo o esquí nórdico de Linza. La estación de esquí cuenta con dos circuitos que suman 8 km de recorrido, en 2 pistas verdes, 1 azul y 1 roja. Máquina pisapista, alquiler de esquís, cafeterías, restaurantes o self-service, albergue/refugio.

### Evolución de la deuda viva municipal
| Gráfica de evolución de Deuda viva del Ayuntamiento de Ansó entre 2008 y 2019                                |
| |
| Deuda viva del Ayuntamiento de Ansó en miles de Euros según datos del Ministerio de Hacienda y Ad. Públicas. |

## Administración y política
| Período   | Alcalde                       | Partido     |  |
| --------- | ----------------------------- | ----------- |  |
| 1979-1983 | Isidro Brun Gómez             | UCD         |  |
| 1983-1987 | Francisco Gracia              | PSOE (Ind.) |  |
| 1987-1991 | Josefina Mendiara Gastón      | PAR         |  |
| 1991-1995 | Joaquín Mendiara Barcos       | PAR         |  |
| 1995-1999 | Joaquina Brun Marraco         | PAR         |  |
| 1999-2003 | Joaquina Brun Marraco         | PP          |  |
| 2003-2007 | Juan Enrique Ipas Ornat       | CHA         |  |
| 2007-2011 | Félix José Ipas Barba         | PSOE        |  |
| 2011-2015 | Félix José Ipas Barba         | PSOE        |  |
| 2015-2019 | María Montserrat Castán Arnal | PSOE        |  |

| Partido político    | Partido político                                   | 2003   | 2007   | 2011   | 2015   | 2019   |
| Partido político    | Partido político                                   | Ediles | Ediles | Ediles | Ediles | Ediles |
|                     | Chunta Aragonesista (CHA)                          | 7      | —      | —      | —      | —      |
|                     | Partido de los Socialistas de Aragón (PSOE-Aragón) | —      | 4      | 4      | 7      | 5      |
|                     | Partido Aragonés (PAR)                             | —      | 3      | 3      | —      | —      |
|                     | Partido Popular de Aragón (PP)                     | —      | —      | —      | —      | 2      |
| Total de concejales | Total de concejales                                | 7      | 7      | 7      | 7      | 7      |

## Orografía
Entre los cursos de agua de su término, es de destacar el río Veral, que lo atraviesa de norte a sur, así como el río Aragón Subordán, que nace en su término para dirigirse hacia el Valle de Hecho.
Entre sus montañas, destacan:
- Mesa de los Tres Reyes (Meseta d'os Tres Reis en aragonés) (2438 m).
- Peña Forca (2391 m).
- Petrechema (2371 m).
- Acué o Punta Gabedallo (2263 m).
- Alano (2167 m).
- O Risté (2115 m).
- Peña Ezcaurri (2055 m).
- Pueyo de Segarra (1997 m).
- Pico de Maz o Chamanzoya (1945 m).

## Monumentos y lugares de interés

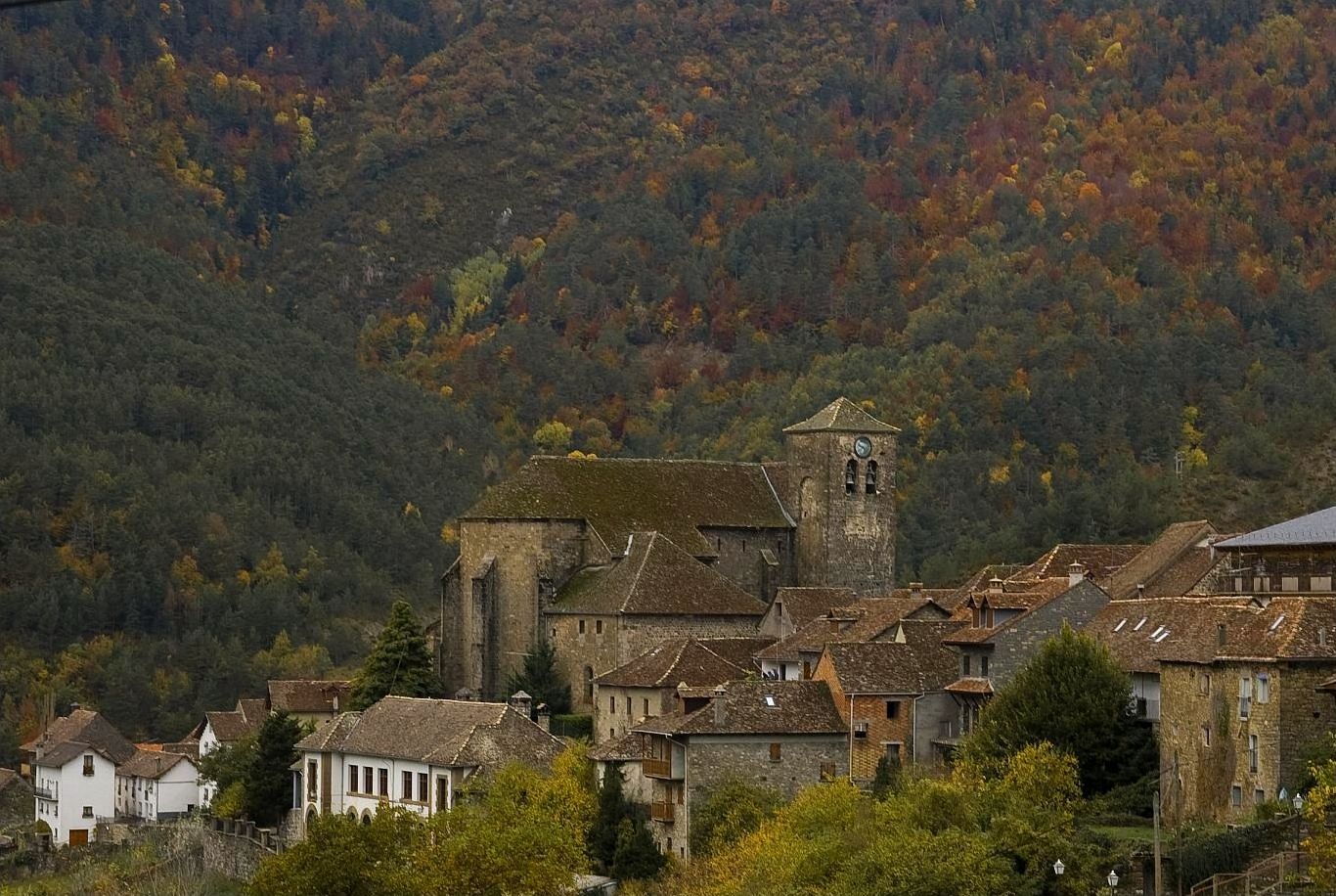
Vista de Ansó

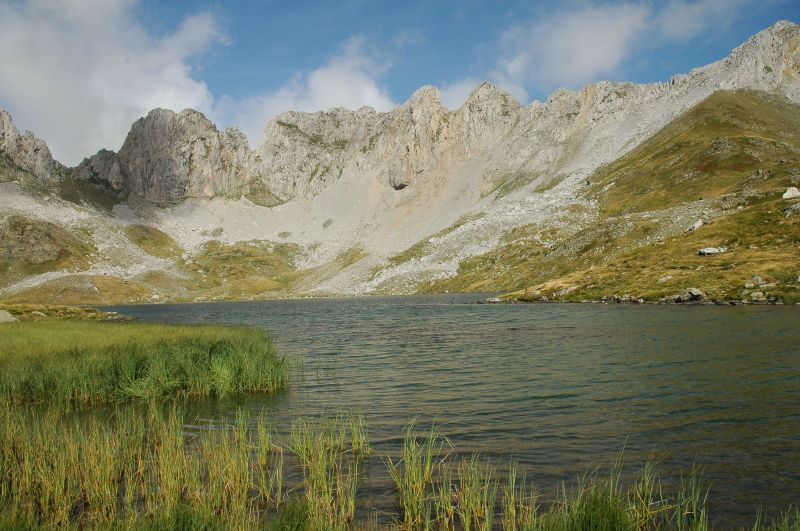
Ibón de l'Acherito.

- La particular arquitectura del pueblo hace que, entre casa y casa, se hayan dejado unos estrechos pasillos que aquí se llaman “arteas”, de unos cincuenta centímetros de ancho y que constituyen una de las características de la pequeña urbe original.
- La iglesia parroquial de San Pedro, de enorme volumen y concepción defensiva (matacán y aspilleras), de estilo gótico, del siglo XVI, y de portada plateresca,[11] con un interesante retablo barroco[12] y una cruz procesional renacentista también del siglo XVI.[13] Se asienta sobre el lugar que ya ocupó un templo en el siglo VI.[13]
- Órgano de la iglesia, ubicado en el coro de la misma, fabricado en Francia en el siglo XVIII, y de donde fue traído desmontado, pasando por las montañas.[11]
- Museo Etnológico (en la Iglesia parroquial de San Pedro), abierto al público en 1974.
- Museo de Arte Sacro (también en la parroquia de San Pedro).
- Edificio del Ayuntamiento de Ansó.

- El Archivo municipal. Se ubica en el edificio del ayuntamiento. Su sección histórica conserva documentos desde el siglo XIII, relacionados con la Junta del Valle de Ansó. Es destacable la sección de Protocolos notariales (1571-1806).

- Casa Morené, ejemplo de arquitectura ansotana, abierta al público como Sala de exposiciones.[13]
- El conjunto del casco urbano,[4] con construcciones de notable interés.
- La espléndida colección de chimeneas de sus casas.
- Torreón medieval (siglo XVI), donde se dice estuvo prisionera la reina Blanca II de Navarra.[3][16] pero que parece construida en 1577 y catalogada como B.I.C. en resolución del 17/04/2006 publicada el 22/05/2006 en el Boletín Oficial de Aragón.

- Estando enclavado a pie de los Pirineos, el término de Ansó posee lugares de gran belleza natural, y una gran riqueza faunística y natural:
  - Es uno de los últimos lugares en que siguen existiendo osos autóctonos en el Pirineo.
  - Hayedo de Gamueta.
  - Ibón de l'Acherito.
  - Ibón de Estanés.
  - Paraje de Agua Tuerta, nacimiento del río Aragón Subordán.
- Centro de Interpretación de la Naturaleza.[17]

## Fauna y flora
Por las características de su medio natural, existe en Ansó una gran variedad de especies animales, correspondientes habitualmente a un hábitat de montaña (incluyendo alguna perteneciente al nicho ecológico alpino), entre las que podemos citar a:
- Aves: quebrantahuesos, buitre leonado, alimoche, gavilán, azor, halcón abejero europeo, águila real, halcón peregrino, perdiz pardilla, lagópodo alpino, gorrión alpino, chova piquigualda, treparriscos, pito negro, pito real, pico picapinos.
- Mamíferos: oso pardo, corzo, jabalí, ciervo, sarrio, garduña, gineta, comadreja, gato montés, marta, armiño, nutria, desmán de los Pirineos, marmota.

Como hecho más que anecdótico, más bien simbólico, aún deambula por estos valles el oso Camile, último ejemplar autóctono adulto, que por desgracia, su final será el de otra especie autóctona que desaparece en el Pirineo, en este caso otro gran mamífero como lo fue antes el bucardo.
Las efigies de una pareja de osos ocupan la mitad del escudo de la Villa de Ansó.

## Festividades
- 17 de enero: Festividad de San Antón,[19] patrón de los animales domésticos, con amplio uso de esquilas de gran tamaño (cañons en aragonés).
- 20 de enero: Fiestas menores en honor de San Sebastián y celebración del carnaval Biarnés.
- El último domingo de agosto Ansó celebra el Día de Exaltación del traje típico[20] (Día del Traje Ansotano).
- 21 de septiembre: Fiestas patronales mayores. Se trasladaron desde el 20 de enero, debido a circunstancias impuestas por la trashumancia.[3]

## Día de Exaltación del traje típico (Día del Traje Ansotano).
El último domingo del mes de agosto de cada verano, la localidad de Ansó celebra el Día de la Exaltación del Traje Ansotano. Durante todo el día el pueblo recupera una imagen que no  hace tantos  años que era cotidiana. De hecho, hasta 1930 eran mayoría los ansotanos que iban vestidos con el traje y hasta finales de siglo XX algunos vecinos mantuvieron la tradición. Esta celebración se lleva a cabo desde el año 1971 y su carácter singular y de gran valor cultural han motivado que haya sido reconocida como de Interés Turístico Nacional.
Los actos de la celebración arrancan a las 9 de la mañana en la Fuente Alta, donde los visitantes son  recibidos con un desayuno a base de migas y vino. Los actos continúan con la muestra de las costumbres típicas del pueblo por parte de los vecinos con los trajes tradicionales. A continuación tiene lugar el saludo de la alcaldesa que da la bienvenida a todos los asistentes y la entrega del Galardón de Agradecimiento en el Ayuntamiento. Las actividades siguen en la plaza con la presentación de los trajes. Tras la misa, se realiza un pasacalles por el pueblo y se visitan los lugares donde se escenifican las costumbres típicas del pueblo.

A continuación podemos observar algunos de los trajes exhibidos dicho día:

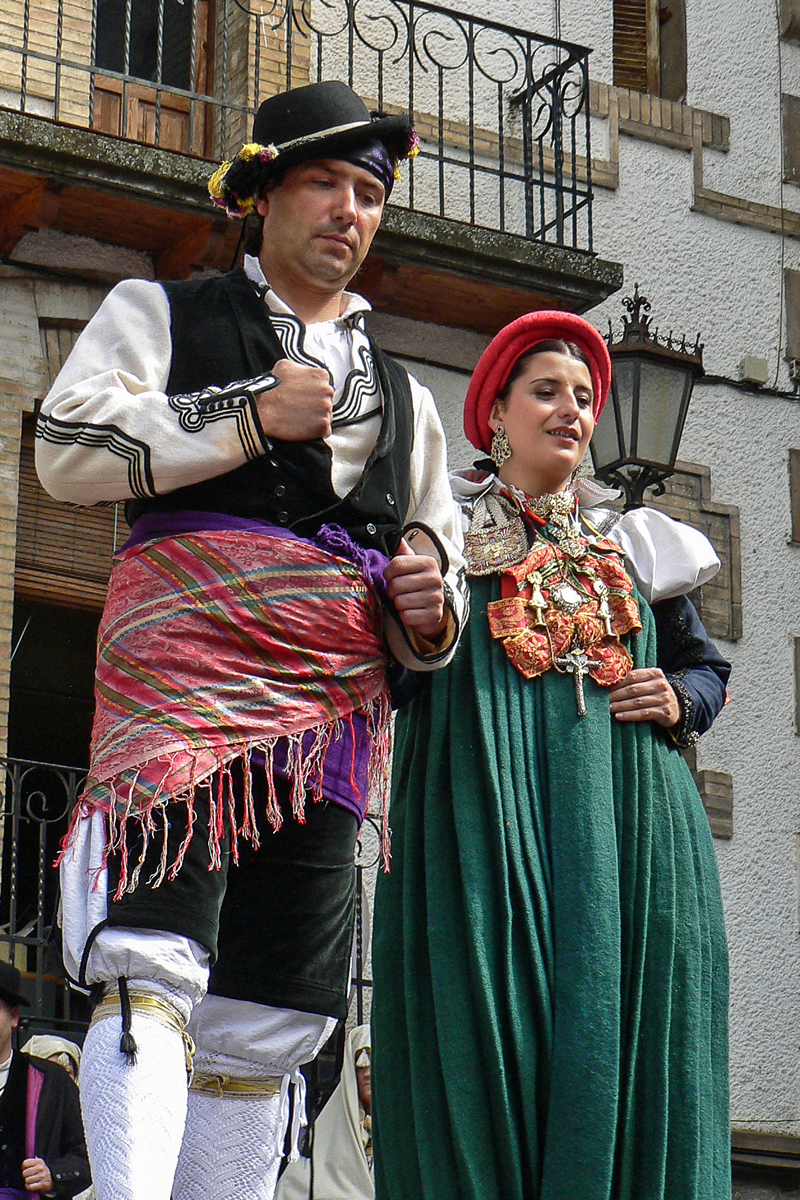
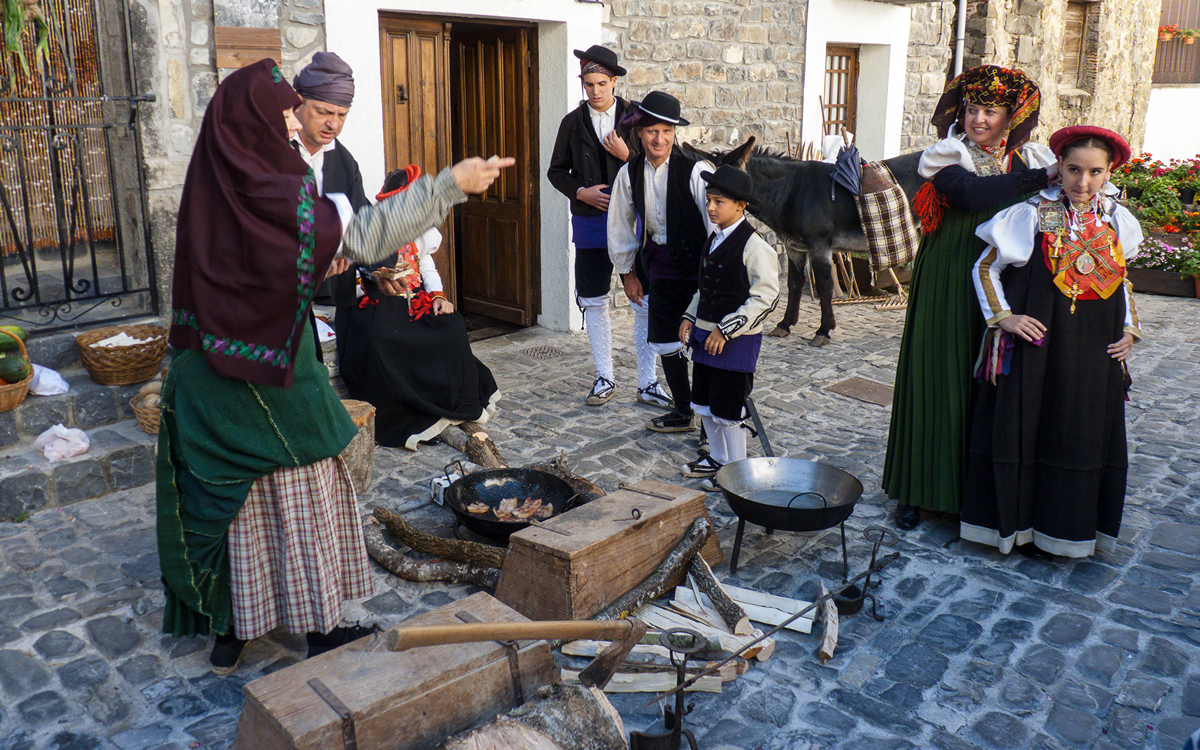
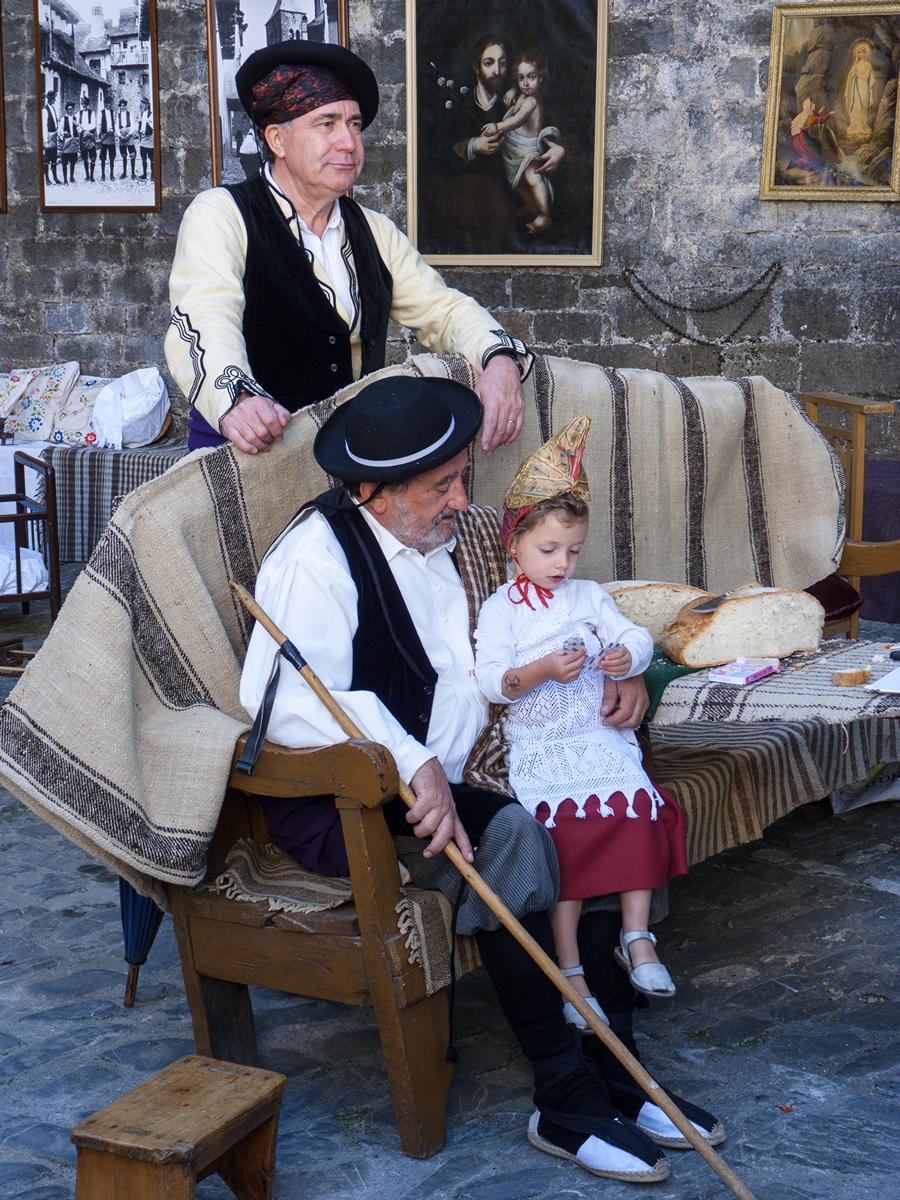
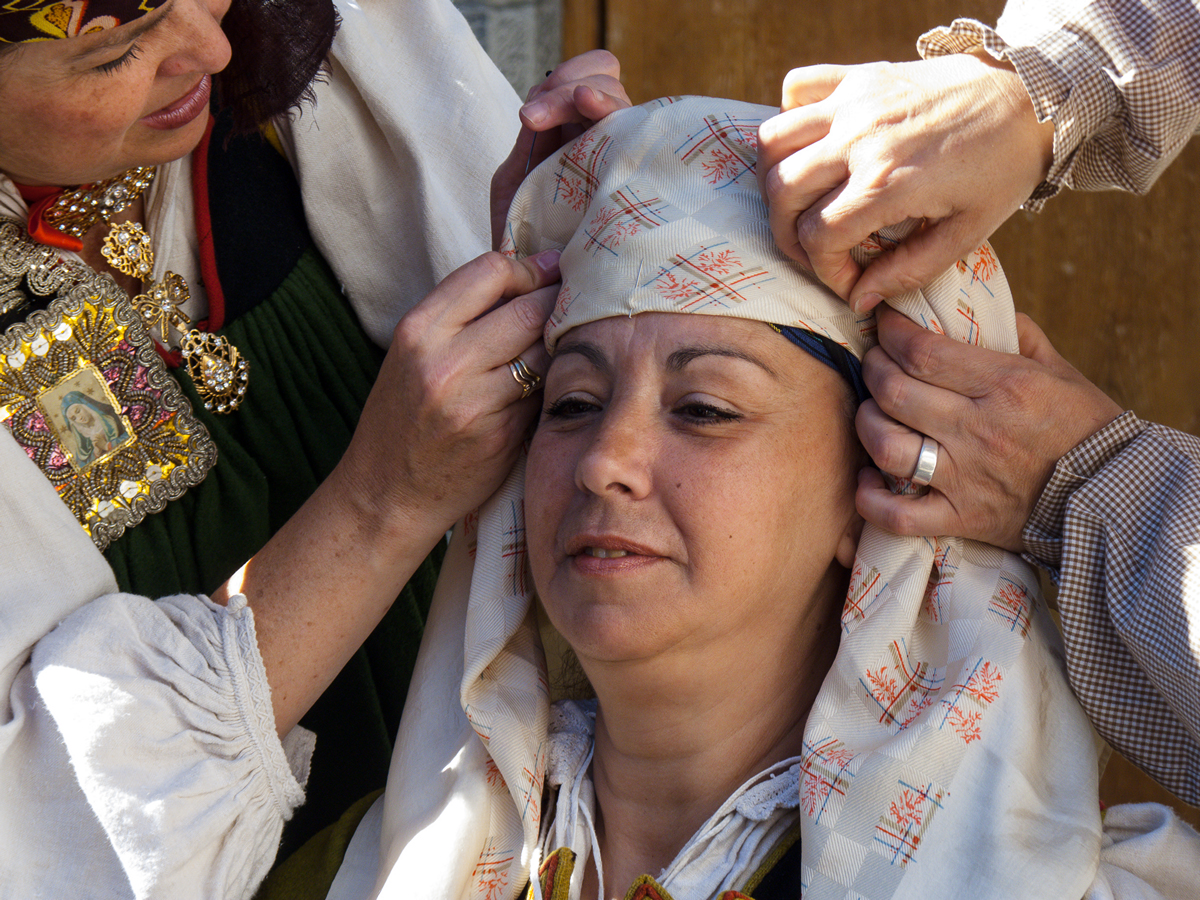

## Hermanamientos
- Borce (Francia).[24]
- Zuera (Zaragoza)